# أولغا ماير (عارض)
أولغا ماير (بالإنجليزية: Olga de Meyer) (و. 1871 – 1930 م) هي عارضة، ونجمة اجتماعية، وكاتِبة بريطانية، ولدت في لندن، توفيت في لندن، عن عمر يناهز 59 عاماً، بسبب مرض.